# 朴善英 (アナウンサー)
朴 善英（パク・ソニョン、朝鮮語: 박선영、1982年1月25日 - ）は、大韓民国のアナウンサー。

## 学歴
- 2005年、同徳女子大学校 文献情報学科の学士